# Casearia neblinae
Casearia neblinae Sleumer – gatunek rośliny z rodziny wierzbowatych (Salicaceae Mirb.). Występuje naturalnie w południowej części Wenezueli oraz Brazylii (w stanach Amazonas). 

## Morfologia
PokrójZrzucające liście drzewo dorastające do 15 m wysokości.
LiścieBlaszka liściowa ma kształt od eliptycznego do jajowatego. Mierzy 7–12 cm długości oraz 4–5,5 cm szerokości.
OwoceMają kulistawy kształt i osiągają 4 mm średnicy.

## Biologia i ekologia
Rośnie w lasach. Występuje na wysokości od 1200 do 1300 m n.p.m.